# Hofanlage Traher Weg 9
Die Hofanlage Traher Weg 9 in Dötlingen nordöstlich vom Kern stammt aus dem 20. Jahrhundert.
Aktuell (2023) wird sie als Wohnanlage genutzt.
Die Gebäude stehen unter Denkmalschutz (siehe auch Liste der Baudenkmale in Dötlingen).

## Beschreibung
Die Hofanlage auf einem Gartengrundstück mit altem Baumbestand besteht aus:
- dem eingeschossigen traufständigen verputzten Wohngebäude von um 1910 mit Krüppelwalmdach mit Niedersachsengiebel und Uhlenloch sowie giebelseitigem Standerker und weiteren verrundeten Standerkern sowie straßenseitig mit zweigeschossigem Flügel mit Obergeschoss in Fachwerk und oktogonales 5/8-Walmdach,
- dem neueren Verbindungsbau zur Scheune mit Flachdach und
- der Scheune vom Anfang des 20. Jahrhunderts als verputzter Massivbau mit Krüppelwalmdach und drei Quereinfahrten.

Das Landesdenkmalamt befand: „… geschichtliche Bedeutung … als beispielhaftes Wohnhaus mit Scheune …“